# 米爾福德章克申 (印地安納州)
米爾福德章克申（英語：Milford Junction）是位於美國印地安納州科西阿斯科縣的一個非建制地區。該地的面積和人口皆未知。